# Andrej Markovič
Andrej Markovič, slovenski alpinist, * 16. februar 1976, Dolenjske Toplice, † 2000, Jongsong Peak, Himalaja.
Markovič je osnovno šolo obiskoval v Dolenjskih Toplicah, kasneje pa se je vpisal v Gimnazijo Novo mesto, kjer je maturiral leta 1995. Po srednji šoli se je vpisal na Fakulteto za šport v Ljubljani.